# ルーペルト・フォン・トラップ
ルーペルト・ゲオルク・フォン・トラップ（Rupert Georg von Trapp, 1911年11月1日 - 1992年2月22日）は、ゲオルク・フォン・トラップと最初の妻アガーテとの間に生まれた長男で、サウンド・オブ・ミュージックのモデルとなったトラップ・ファミリー合唱団の一員である。映画内では彼は「フリードリヒ」という名で描かれている。

## 経歴
ルーペルトは1911年11月1日にプーラ（当時はオーストリア=ハンガリー帝国領だった）で生まれた。両親は1911年6月に結婚した。彼の父親はゲオルク・フォン・トラップで、母親は魚雷を発明したロバート・ホワイトヘッド男爵の孫であるアガーテ・ゴベルチナ・ホワイトヘッド（1891年 - 1922年） 。
第一次世界大戦中、アガーテ・フォン・トラップ（1913 - 2010年）、マリア・フランツィスカ・フォン・トラップ（1914年 - 2014年）、ヴェルナー・フォン・トラップ（1917年 - 1972年）、ヘートヴィク・フォン・トラップ（1919年 - 1994年）といった兄弟姉妹と共にツェル・アム・ゼーで育った。トラップ一家は家が浸水したためにツェル・アム・ゼーから引っ越し、女子の末子のマルティナ・フォン・トラップ はオーストリア・クロスターノイブルクに生まれた。1922年、母アガーテは彼が11歳のころ猩紅熱によって死亡し、クロスターノイブルクに埋葬された。1925年、一家はアイゲンに引っ越した。そこでルーペルトはヴェルナーと公立学校に入学した。
1927年、妻に先立たれた彼の父親は、ルーペルトの妹のマリア・フランツィスカ、ヨハンナの教師だったマリア・クチェラと結婚した。ゲオルクとマリアは3人の子供に恵まれた。ルーペルトは医学を勉強しオーストリアの国籍を取得した。その後、フォン・トラップ一家の合唱団ではバスを担当した。1938年にはウィーンで職を得る機会があったが、この職はユダヤ人の医師からナチスによって奪われようとしていたものだったので、彼はこれを断った。一家は同年の夏にオーストリアを離れて、アメリカ合衆国へ渡った。ルーペルトはこのころ既に20代中盤で、兄弟と義理の母とともにツアーに出た。そして1942年、ヴェルナーと共にアメリカ陸軍に入隊した。二人は結局イタリアの第10山岳師団 (アメリカ軍)に配属された。

## 私生活
1947年にアンリエット・ラジョイ（1927年 - 2013年4月3日）と結婚し、一家の合唱団を離れた。同年、バーモント大学を卒業。1948年にはアメリカ国籍を取得。二人は、フランソワーズ、ジョージ、モニーク、エリザベス・ティジー、クリストファー、ステファニーの6人の子供を産んだ。
その後1960年、ジャニス・タイヤー（1920年 - 1996年）と再び結婚を果たした。

## 死亡
ルーペルトは1992年、6人の子どもと妻を残して80歳で死亡し、バーモント州のトラップ・ファミリー・ロッジで父親、義理の母、兄弟姉妹の隣に埋葬された。。